# Henrik Walsdorff

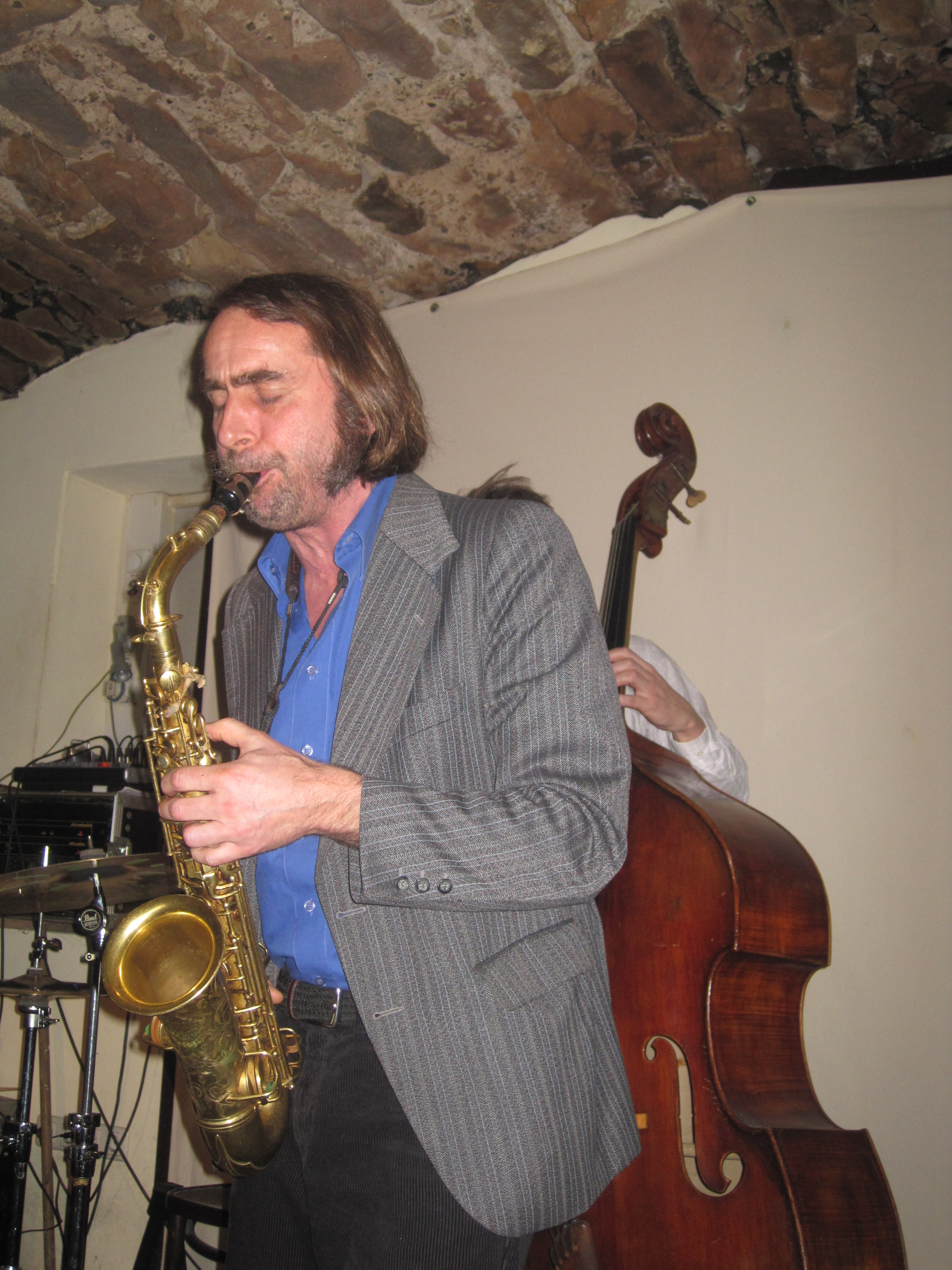
Henrik Walsdorff im Jazzclub Cavete Marburg (2014)

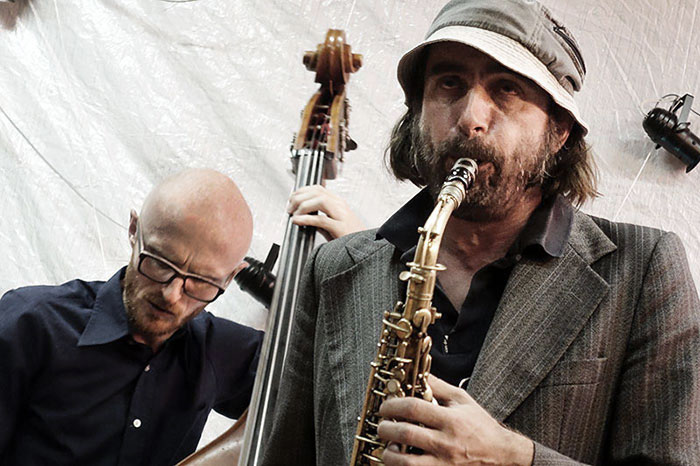
Henrik Walsdorff und Adam Pultz Melbye (Aarhus Jazz Festival 2016)

Henrik Walsdorff (* 8. Februar 1965 in Braunschweig) ist ein deutscher Jazz-Saxophonist.
Walsdorff, der seit 1994 in Berlin lebt, studierte Saxophon bei Herb Geller. Er spielte in den Bands von Aki Takase, Marty Cook und Sven-Åke Johansson. Neben John Schröder und Colin Vallon ist er Mitglied des Fabian Gisler Quartet. Mit Martin High de Prime, Kay Lübke und Jan Roder bildet er die Gruppe The Real Latinos, mit John Schröder und Uli Jenneßen die Gruppe Freedom of Speech und mit Rudi Mahall, Jan Roder und Oliver Steidle die SoKo Steidle. Außerdem ist er Mitglied des Berlin Contemporary Jazz Orchestra unter Leitung von Alexander von Schlippenbach, mit dem er auch das Schlippenbach / Walsdorff Quartett leitet. 1994 gründete Walsdorff mit John Schröder, Gerold Genßler und Uli Jenneßen die Gruppe LAX, deren Album Time in 60 Seconds 2002 entstand. Er ist Mitglied des Globe Unity Orchestras, des CvdG Projektes unter Leitung von Christian von der Goltz und des Ulli Gumpert Workshop Ensembles.

## Diskografie (Auswahl)
- Wolfgang Güttler/Mike Dietz/Henrik Walsdorff: Hart und ungerecht, L+R 1992
- Freedom of Speech, 1998
- LAX: Kindness, 2001
- The Most: Narrenhände, 2004 (mit Björn Lücker und Jan Roder)
- Fabian Gisler Quartet: Backyard Poets, 2005
- The Real Latinos: Good Groove, 2007
- Henrik Walsdorff, Adam Pultz Melbye, Kasper Tom Christiansen: Grøn, 2012
- Henrik Walsdorff Trio, 2013 (mit Jonas Westergaard bzw. William Parker, Christian Lillinger)
- Henrik Walsdorff / Achim Kaufmann / Antonio Borghini / Christian Lillinger: Coming up for Air (2019)
- Richard Andersson & ImmerGrün: What's New? (2019), mit Rudi Mahall, Kasper Tom